# Seleção Portuguesa de Futebol Sub-21

A Seleção Portuguesa de Futebol sub-21 (AO 1945: Seleção Portuguesa de Futebol sub-21), mais conhecida por Seleção de esperanças ou apenas Sub-21 é a equipa de futebol que representa Portugal, e é controlada pela Federação Portuguesa de Futebol.
Após um re-alinhamento de competições jovens por parte da UEFA em 1976, a federação forma a seleção sub-21.

## Participações emCampeonatos Europeus Sub-21
| Ano          | Fase              | Posição           | J                 | V                 | E *               | D                 | GM                | GS                |
| ------------ | ----------------- | ----------------- | ----------------- | ----------------- | ----------------- | ----------------- | ----------------- | ----------------- |
| 1978 a 1980  | Não se qualificou | Não se qualificou | Não se qualificou | Não se qualificou | Não se qualificou | Não se qualificou | Não se qualificou | Não se qualificou |
| 1982         | Não participou    | Não participou    | Não participou    | Não participou    | Não participou    | Não participou    | Não participou    | Não participou    |
| 1984 a 1992  | Não se qualificou | Não se qualificou | Não se qualificou | Não se qualificou | Não se qualificou | Não se qualificou | Não se qualificou | Não se qualificou |
| 1994         | Vice-Campeão      | 2º                | 4                 | 3                 | 0                 | 1                 | 7                 | 2                 |
| 1996         | Quartos de final  | 7º                | 2                 | 1                 | 0                 | 1                 | 1                 | 2                 |
| 1998 a 2000  | Não se qualificou | Não se qualificou | Não se qualificou | Não se qualificou | Não se qualificou | Não se qualificou | Não se qualificou | Não se qualificou |
| 2002         | Fase de grupos    | 5º                | 3                 | 1                 | 1                 | 1                 | 4                 | 4                 |
| 2004         | Terceiro Lugar    | 3º                | 5                 | 2                 | 1                 | 2                 | 9                 | 11                |
| 2006         | Fase de grupos    | 6º                | 3                 | 1                 | 0                 | 2                 | 1                 | 3                 |
| 2007         | Fase de grupos    | 6º                | 4                 | 1                 | 2                 | 1                 | 5                 | 2                 |
| 2009 to 2013 | Não se qualificou | Não se qualificou | Não se qualificou | Não se qualificou | Não se qualificou | Não se qualificou | Não se qualificou | Não se qualificou |
| 2015         | Vice-Campeão      | 2º                | 5                 | 2                 | 3                 | 0                 | 7                 | 1                 |
| 2017         | Fase de grupos    |                   | 3                 | 2                 | 0                 | 1                 | 7                 | 5                 |
| 2019         | Não se qualificou | Não se qualificou | Não se qualificou | Não se qualificou | Não se qualificou | Não se qualificou | Não se qualificou | Não se qualificou |
| 2021         | Vice-Campeão      | 2º                | 6                 | 5                 | 0                 | 1                 | 12                | 4                 |
| 2023         | Quartos de final  |                   | 4                 | 1                 | 1                 | 2                 | 3                 | 5                 |
| Total        | 0 Títulos         | 10/24             | 39                | 19                | 8                 | 12                | 56                | 39                |

*Contabiliza jogos das fases a eliminar que foram decididos no desempate por grandes penalidades.
***Limite vermelho indica torneio em que a equipa foi a anfitriã.

## Elenco atual
Convocados para o Campeonato Europeu de Futebol Sub-21 de 2017
| Nº | Nome               | Posição      | Clube              |
| -- | ------------------ | ------------ | ------------------ |
| 1  | Bruno Varela       | Guarda-Redes | Vitória SC         |
| 12 | Miguel Silva       | Guarda-Redes | Vitória SC         |
| 22 | Joel Pereira       | Guarda-Redes | Manchester United  |
| 2  | João Cancelo       | Defesa       | Valencia           |
| 3  | Edgar Ié           | Defesa       | Belenenses         |
| 4  | Tobias Figueiredo  | Defesa       | Sporting           |
| 5  | Rúben Semedo       | Defesa       | Villarrreal        |
| 13 | Kévin Rodrigues    | Defesa       | Real Sociedad      |
| 14 | Pedro Rebocho      | Defesa       | Moreirense         |
| 15 | Fernando Fonseca   | Defesa       | FC Porto           |
| 6  | Rúben Neves        | Médio        | FC Porto           |
| 8  | Francisco Geraldes | Médio        | Sporting           |
| 10 | Bruno Fernandes    | Médio        | Sporting           |
| 16 | Renato Sanches     | Médio        | FC Bayern          |
| 17 | Chico Ramos        | Médio        | FC Porto           |
| 23 | João Carvalho      | Médio        | Benfica            |
| 7  | Daniel Podence     | Avançado     | Sporting           |
| 9  | Gonçalo Paciência  | Avançado     | Rio Ave            |
| 11 | Iuri Medeiros      | Avançado     | Sporting           |
| 18 | Gonçalo Guedes     | Avançado     | PSG                |
| 19 | Diogo Jota         | Avançado     | Atlético de Madrid |
| 20 | Bruma              | Avançado     | RB Leipzig         |
| 21 | Ricardo Horta      | Avançado     | SC Braga           |
|    | Rui Jorge          | Treinador    |                    |